# Gabriel Ochocki starszy
Gabriel Ochocki (ur. ok. 1601, zm. 1673) – doktor medycyny i filozofii, profesor Akademii Krakowskiej. Rajca i burmistrz miasta Krakowa. Od 1629 był kilkakrotnie wybierany na rektora Akademii. Za jego kadencji zabroniono (co prawda nie pierwszy i nie ostatni raz) pobierania szczególnych danin od Żydów za materiały piśmienne (tzw. kozubalec). Pozostawał w konflikcie z biskupem krakowskim Piotrem Gembickim, sprzeciwiając się jego ingerencji w sprawy uczelni oraz broniąc jej niezależności i uprawnień w zakresie jurysdykcji i nominacji.

## Życiorys

Ostoja, herb rodziny Ochockich.

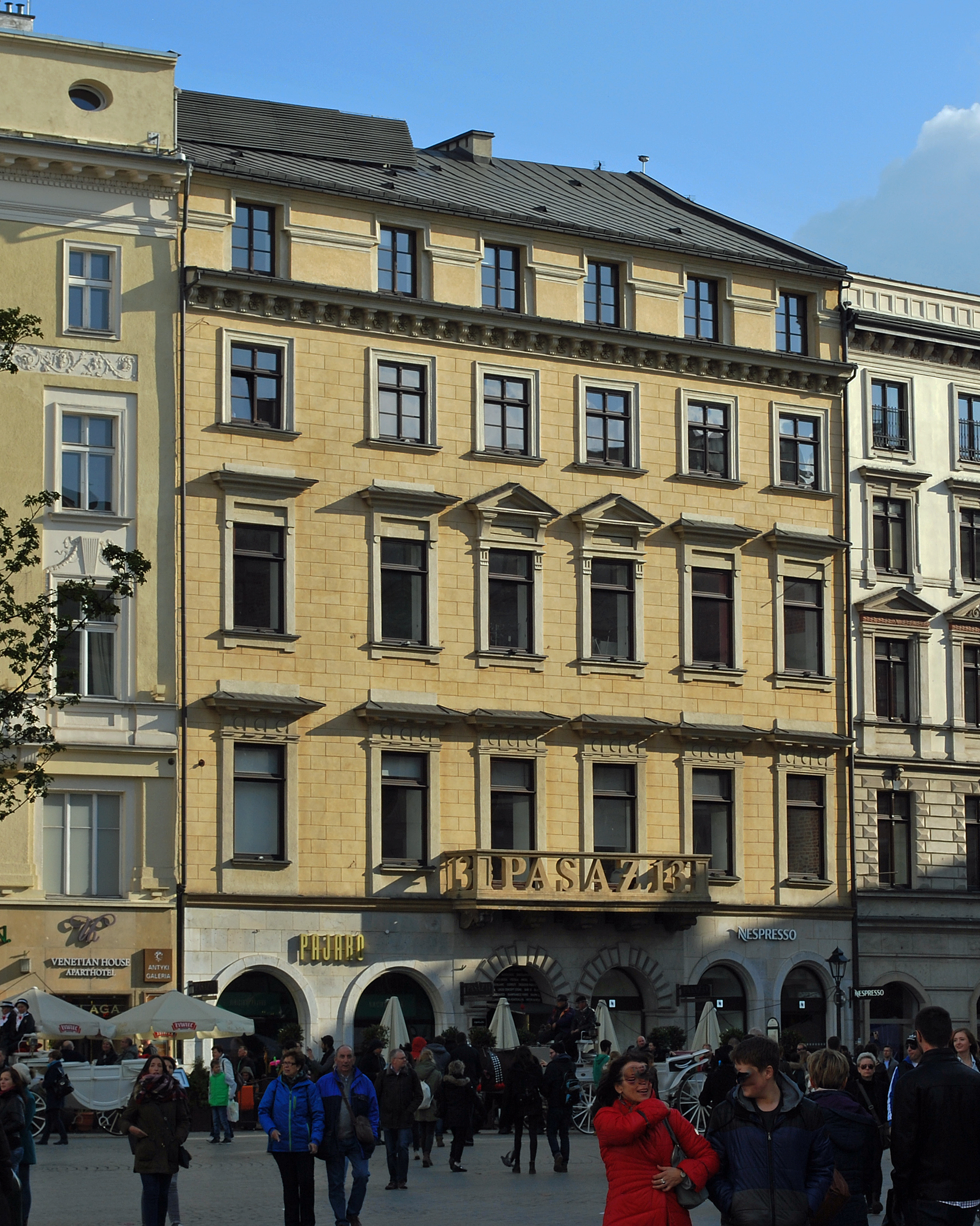
Kamienica Fontanowska w Krakowie. Przejął tę kamienicę po Fontanich ojciec opisywanego tutaj Gabriela Ochockiego w latach 1606-1607.

Pochodził z osiadłej w Krakowie szlacheckiej rodziny pieczętującej się herbem Ostoja, wywodzącej się zapewne z Ochocic koło Kamieńska. Był synem Gabriela, ławnika i rajcy krakowskiego, oraz Elżbiety, córki Jana Fontaniniego. Po uzyskaniu stopnia bakałarza i magistra sztuk wyzwolonych, w roku 1622 rozpoczął działalność wykładową na Wydziale Filozoficznym Akademii Krakowskiej. W marcu 1628 roku uzyskał stopień bakałarza medycyny, a w dniu 30 sierpnia 1629 roku uwieńczył trzyletnie zaledwie studia lekarskie pod kierunkiem Macieja Wojeńskiego promocją na stopień doktora medycyny. Studia kontynuował za granicą, w Padwie i w Rzymie, gdzie w roku 1631 uzyskał tytuł doktora praw. Do rady miejskiej Krakowa został powołany w roku 1634 przez wojewodę krakowskiego Jana Tęczyńskiego. Był też przybocznym medykiem wojewody. Przez blisko 40 lat sprawował funkcję rajcy. W tym czasie 16 razy wchodził do rady urzędującej i piastował, na zmianę z innymi rajcami, urząd burmistrza. W roku 1645 wysłany został przez magistrat krakowski do Gdańska na powitanie przyszłej królowej Marii Ludwiki. Rok później posłował w imieniu rady na sejm walny do Warszawy. 
Gabriel Ochocki zgromadził znaczny majątek. Posiadał kilka kamienic w Krakowie (przy Rynku 12A, ul. Grodzkiej, ul. Floriańskiej) oraz dobra ziemskie, w skład których wchodził klucz żabieński z miastem Żabno oraz kilkoma wsiami – Konary (obecnie część miasta Żabno), Zelanka, Nieczajna, Odporyszów, Sieradza, folwark Piaski. Dobra te nabył ok. 1655 roku od starosty nowokorczyńskiego Jana Dembińskiego. W czasie potopu szwedzkiego klucz żabieński został spustoszony przez okupanta. W pierwszych tygodniach oblężenia Krakowa przez Szwedów w 1655 roku Gabriel Ochocki, jako wicerektor Akademii Krakowskiej, kierował przygotowaniami do ewakuacji i zabezpieczenia majątku uczelni. Po kapitulacji został aresztowany przez najeźdźców za odmowę zapłacenia kontrybucji. 
Gabriel Ochocki ożenił się z Barbarą Bryknerówną (córką Stanisława, przysiężnika najwyższego prawa magdeburskiego), z którą miał kilkoro dzieci – Jadwigę Borgogni, Petronelę, Gabriela, Jana, Stanisława Jacka, Kazimierza Jana. Zmarł 23 marca 1673 roku, został pochowany w kościele Mariackim.
Ochocki ogłosił wiele wierszy łacińskich oraz:
- Questio de formis substantialibus elementorum, Kraków 1626;
- Questio de motu cordis, 1628;
- Questio de temperamentis, 1628;
- Questio de phrenitide, 1629;
- Synopsis jurium et privilegiorum studii generalis Cracoviensis anno 1650;
- Flos eloquentiae Tullianae, 1654.